# Diocosma tricycla
Diocosma tricycla is een vlinder uit de familie sikkelmotten (Oecophoridae). De wetenschappelijke naam van deze soort is voor het eerst geldig gepubliceerd in 1909 door Meyrick.
De soort komt voor in tropisch Afrika.